# Epitoxus
Epitoxus är ett släkte av skalbaggar. Epitoxus ingår i familjen stumpbaggar.

## Dottertaxa tillEpitoxus, i alfabetisk ordning[1]
- Epitoxus ascinus
- Epitoxus asiaticus
- Epitoxus aurorae
- Epitoxus borneolus
- Epitoxus breviusculus
- Epitoxus bullatus
- Epitoxus circulifrons
- Epitoxus corycaeus
- Epitoxus dentatus
- Epitoxus depressus
- Epitoxus descarpentriesi
- Epitoxus felix
- Epitoxus haeres
- Epitoxus hilarulus
- Epitoxus indicus
- Epitoxus irregularis
- Epitoxus kanaari
- Epitoxus latus
- Epitoxus longipennis
- Epitoxus mazuri
- Epitoxus namibiensis
- Epitoxus parallelistrius
- Epitoxus revoili
- Epitoxus ruwenzoricus
- Epitoxus tanzanicus
- Epitoxus therondi
- Epitoxus ugandensis
- Epitoxus uhligi
- Epitoxus walteri
- Epitoxus vietnamicus
- Epitoxus villiersi
- Epitoxus wittei
- Epitoxus zambicus